# ليو بالين
ليو بالين (بالفنلندية: Leo Palin) مواليد 20 أكتوبر 1956 في هلسنكي، هو لاعب كرة مضرب فنلندي سابق وكان يلعب باليد اليمنى. أعلى تصنيف له في الفردي كان المركز الـ 92 في سنة 1982. أعلى تصنيف له في الزوجي كان المركز الـ 111 في سنة 1986.

## روابط خارجية
- ليو بالين على موقع رابطة محترفي التنس (الإنجليزية)
- ليو بالين على موقع الاتحاد الدولي لكرة المضرب (الإنجليزية)
- ليو بالين على موقع كأس ديفيز (الإنجليزية)
- ليو بالين على موقع خلاصة التنس.كوم (الإنجليزية)